# Houquetot
Houquetot település Franciaországban, Seine-Maritime megyében. Lakosainak száma 341 fő (2022. január 1.). Houquetot Beuzeville-la-Grenier, Bréauté, Manneville-la-Goupil, Parc-d’Anxtot és Virville községekkel határos.

## Népesség
A település népességének változása:
| Lakosok száma | 359  | 361  | 366  | 353  | 346  | 338  | 335  | 340  | 341  |
|               | 2013 | 2015 | 2016 | 2017 | 2018 | 2019 | 2020 | 2021 | 2022 |